# Gamera: Daikaijū Kūchū Kessen
Gamera: Daikaijū Kūchū Kessen (ガメラ 大怪獣空中決戦, lit. Gamera: Monstre gegant de batalla volador) comercialitzada internacionalment com Gamera: Guardian of the Universe és una pel·lícula japonesa kaiju de 1995 dirigida per Shusuke Kaneko i escrita per Kazunori Itō, amb efectes especials de Shinji Higuchi. És la novena entrega de la sèrie de pel·lícules Gamera, que serveix com a reinici de la franquícia, i és la primera entrada al període Heisei. La pel·lícula és protagonitzada per Tsuyoshi Ihara, Akira Onodera, Shinobu Nakayama, Ayako Fujitani i Yukijirō Hotaru, amb Naoki Manabe i Jun Suzuki interpretant el monstre gegant Gamera, i Yuhmi Kaneyama interpretant Gyaos.
Gamera: Guardian of the Universe va ser produït per Daiei Film, Hakuhodo i Nippon Television, i distribuït per Toho Studios. La pel·lícula es va estrenar al Japó l'11 de març de 1995 i va ser seguida per Gamera Tsū: Region Shūrai el 1996.

## Argument
Un vaixell que transportava plutoni xoca amb un atol flotant a la costa oriental de les Filipines, un dels molts incidents que es van produir a tota la zona. A mesura que la formació anòmala s'apropa al Japó, un equip de científics dirigit per Naoya Kusanagi (Akira Onodera) descobreix amulets d'orihalcum i una llosa de pedra coberta amb runes etrusques a l'atol. Durant la investigació, l'atol tremola sobtadament, destruint la llosa i llançant els científics a l'oceà. Un membre de l'equip, l'oficial de la Guàrdia Costanera del Japó Yoshinari Yonemori (Tsuyoshi Ihara), veu l'ull i l’ullal d'una tortuga gegant.
Mentrestant, l'ornitòleg Mayumi Nagamine (Shinobu Nakayama) investiga un poble de l’ Arxipèlag de Goto, segons es diu, atacat per un "ocell gegant". Tot i que la Nagamine inicialment és escèptica de les afirmacions, s'horroritza en descobrir restes humanes en una gran resta d'ocells. Explorant el bosc proper, el seu equip es troba i després evita amb èxit que tres criatures semblants a ocells ataquen un altre poble. Per evitar més atacs, Nagamine accepta ajudar el govern a capturar els ocells gegants. Les criatures són atretes a l'estadi de beisbol Fukuoka Dome, on dos dels tres són capturats amb èxit. L'últim s'escapa al port, on és assassinat per la tortuga gegant que van trobar en Yonemori i els científics. Els ocells restants escapen abans que la tortuga arribi a l'estadi.
Després de traduir les runes, Kusanagi explica a Yonemori i la seva filla Asagi (Ayako Fujitani) que la tortuga gegant es diu Gamera i els ocells són Gyaos. Quan l'Asagi toca un dels amulets de pedra, forma sense voler un vincle espiritual amb Gamera. Kusanagi també intenta convèncer el govern que els Gyaos són l'amenaça real, però continuen concentrats en Gamera a causa de la destrucció que va causar.
Ara treballant junts per investigar les criatures, Kusanagi, Yonemori i Nagamine són testimonis d'un altre atac de Gyaos a les Serra de Kiso. Nagamine i Yonemori gairebé moren intentant rescatar un nen, però Gamera arriba a temps per salvar-los i mata un altre Gyaos. L'últim Gyaos, però, s'escapa. Mentrestant, l'Asagi descobreix que pateix les mateixes ferides i fatiga que Gamera a causa del seu vincle compartit. Al mont Fuji, és testimoni d'un atac militar contra Gamera. L'atac atrau l'últim Gyaos a l'escena, on fereix greument a Gamera i obliga a la tortuga a retirar-se a l'oceà. Simultàniament, l'Asagi pateix una ferida semblant i desapareix del dolor. Kusanagi visita la seva filla a l'hospital on Asagi entra en coma després de dir que ella i Gamera han de descansar.
Després de consultar amb un biòleg, Nagamine i Yonemori s'assabenten que els Gyao estan modificats genèticament i es reprodueixen de manera asexual. Especulen sobre els orígens i el propòsit de Gyaos i Gamera. Nagamine suggereix que els Gyaos van ser despertats per la contaminació desenfrenada i Gamera va ser creat per una civilització antiga per combatre els Gyaos. S'apropen a Kusanagi amb aquesta informació, i li expliquen que l'incident al mont Fuji mostra que Asagi està vinculat espiritualment amb Gamera. Kusanagi rebutja aquestes afirmacions fins que ell mateix presencia el poder de l'amulet.
Amb Gamera recuperant-se a l'oceà, l'últim Gyaos creix sense control, convertint-se en un Super Gyaos. La criatura ataca Tòquio, causant moltes víctimes civils i impulsant el govern a centrar-se en Gyaos en comptes de Gamera. Els intents de matar Gyaos acaben en fracàs i construeix un niu a les ruïnes de la Torre de Tòquio.
En despertar-se del son, l'Asagi adverteix als altres que Gamera s'ha recuperat i atacarà en Gyaos. Gamera agafa Gyaos per sorpresa, destruint el seu niu i els ous. Es produeix una batalla aèria massiva i Asagi, Kusanagi, Nagamine i Yonemori segueixen de prop en un helicòpter. Inicialment, Gyaos domina a Gamera, però l'Asagi utilitza la seva energia espiritual per reviure amera, que mata a Gyaos. Gamera, després d'utilitzar el seu vincle amb Asagi per curar-la, allibera Asagi del seu vincle i torna al mar. Mentre que Nagamine i Yonemori prediuen la possibilitat que puguin sorgir Gyaos o altres amenaces, Asagi afirma que Gamera tornarà si això passa.

## Repartiment
- Tsuyoshi Ihara com a Yoshinari Yonemori, oficial de la Guàrdia Costanera de tercer grau i primer oficial de navegació del JCG Nojima.
- Shinobu Nakayama com a Mayumi Nagamine, una ornitòleg dotat que també és amic de l'Asagi.
- Ayako Fujitani com Asagi Kusanagi, una noia jove que forma un vincle espiritual amb Gamera després de rebre un penjoll antic trobat a la pell de Gamera pel seu pare.
- Akira Onodera com a Naoya Kusanagi, el pare d'Asagi.
- Yukijirō Hotaru com a inspector Osako, la policia de la prefectura de Nagasaki.
- Hatsunori Hasegawa com el coronel Satake, el personal J-3, el Joint Staff Council, la Força d'Autodefensa del Japó.
- Hirotarō Honda com a Masaaki Saitō, director general adjunt de l'Agència de Medi Ambient del Japó.[3]
- Naoki Manabe i Jun Suzuki com a Gamera, el kaiju titular de la pel·lícula, Gamera és una tortuga voladora gegant que respira boles de foc que va ser creada per una civilització avançada per exterminar els Gyaos invasors.
- Yuhmi Kaneyama com a Gyaos, una espècie de criatures d'ocells malèvols que mengen homes despertades per la contaminació ambiental.
- Akira Kubo com a capità del Kairyu-maru

## Producció
Inicialment Daiei Film tenia la intenció de reviure Daimajin, però va optar per reviure Gamera després que es determinés que hi havia més interès en aquesta propietat.

## Llançament

### Taquilla
- Data de llançament: 11 de març de 1995 (Japó)
- Pressupost: 4.500.000 $
- Guanys de distribució: 520.000.000 ¥ / 6.000.000 $ (Japó, xifra aproximada)
- Data de llançament: 16 d'abril de 1997 (EUA, vídeo)
- Lloguer: 8.670 $ / 1.000.000 ¥ (de Daiei el 1997, xifra aproximada)[4]

### Resposta crítica
Gamera: Guardian of the Universe va rebre crítiques generalment positives per part de la crítica, amb dues de les tres crítiques enumerades per a la pel·lícula sobre Rotten Tomatoes eren favorables.
Peter H. Gilmore de MonsterZero.us va dir: "En conjunt, aquesta és una pel·lícula vibrant i enèrgica. Les batalles de monstres estan plenes de lluita física, així com d'intercanvis d'armes energètiques, i l'excel·lent suitmation està ben augmentat per CGI utilitzades amb criteri." Popcorn Pictures va dir, "Aquesta és només una pel·lícula kaiju fantàstica i divertida... Per fi Gamera té una pel·lícula per rivalitzar amb Godzilla (però encara és el segon millor el Big G, però) i desfer l'infame llegat que l'ha perseguit al llarg de la seva vida cinematogràfica." David Miller de CULT MOVIES va elogiar els efectes especials de la pel·lícula, qualificant la pel·lícula "una de les millors de totes les pel·lícules de monstres gegantss".
Steve Biodrowski de CINEMAFANTASIQUE va elogiar els moments de la pel·lícula amb "injecció de diners" i també va dir "proporcionar el 'oomf' necessari per fer que això passi de ser només divertir a ser totalment estimulant". The New York Daily News va elogiar les seqüències d'acció de la pel·lícula, afirmant que els "aficionats a les pel·lícules de monstres gegants que busquen una delícia a la pantalla gran la trobaran aquí". Roger Ebert va donar a la pel·lícula tres estrelles de quatre, dient que, malgrat la seva defectes, "Gamera és més divertit" que "solemnitats de megapressupost com Air Force One", i que "Gamera no és una bona pel·lícula però és una bona experiència de cinema".

### Reconeixements
| Any  | Premis                             | Categoria                              | Nominat/Receptor                                                   | Resultat  | Ref(s) |
| ---- | ---------------------------------- | -------------------------------------- | ------------------------------------------------------------------ | --------- | ------ |
| 1996 | Premis de l'Acadèmia Japonesa      | Millor actriu secundària               | Shinobu Nakayama                                                   | Nominat   | [ 12 ] |
| 1996 | Premis Blue Ribbon                 | Millor actriu secundària               | Shinobu Nakayama                                                   | Guanyador | [ 13 ] |
| 1996 | Premis Blue Ribbon                 | Millor director                        | Shusuke Kaneko                                                     | Guanyador | [ 13 ] |
| 1996 | 17è Festival de Cinema de Yokohama | Millor actriu secundària               | Shinobu Nakayama                                                   | Guanyador | [ 14 ] |
| 1996 | 17è Festival de Cinema de Yokohama | Millor director                        | Shusuke Kaneko (compartit amb Shunji Iwai per "Love Letter 1995)") | Guanyador | [ 14 ] |
| 1996 | 17è Festival de Cinema de Yokohama | Millor guionista                       | Kazunori Ito (També per "Kokaku Kidotai")                          | Guanyador | [ 14 ] |
| 1996 | 17è Festival de Cinema de Yokohama | Millor tècnica (per efectes especials) | Shinji Higuchi                                                     | Guanyador | [ 14 ] |